# Castellví de Rosanes (kommun)
Castellví de Rosanes är en kommun i Spanien.   Den ligger i provinsen Província de Barcelona och regionen Katalonien, i den östra delen av landet, 500 km öster om huvudstaden Madrid. Antalet invånare är 1 757. Arean är 16,4 kvadratkilometer. Castellví de Rosanes gränsar till Martorell, Sant Andreu de la Barca, Corbera de Llobregat, Gelida och Sant Esteve Sesrovires. 
Terrängen i Castellví de Rosanes är kuperad åt sydost, men åt nordväst är den platt.